# Gepus invisus
Gepus invisus is een insect uit de familie van de mierenleeuwen (Myrmeleontidae), die tot de orde netvleugeligen (Neuroptera) behoort. 
Gepus invisus is voor het eerst wetenschappelijk beschreven door Navás in 1912.